# SpringBoard
SpringBoard是iOS和iPadOS负责管理主屏幕的基础程序，并在设备启动时启动WindowServer、开启应用程序（实现该功能等程序称为应用启动器）和对设备进行某些设置。有时候主屏幕也被作为 SpringBoard 的代称。

## 历史
2008 年苹果公司发布了 iPhone OS 1.1.3及一月应用包时，SpringBoard 的诞生引发了实质性的改动。 在任一应用上用手指按几秒会让所有的应用图标开始抖动，这时可以重新布局、跨页移动图标和及由 Safari 创建的网页应用或快捷方式，直到按下主屏幕按钮使图标停止抖动。
同年 7 月发布的 iPhone OS 2.0 推出了 App Store，用户由此可以下载第三方应用，并可以同早前网页应用的方式删除他们。
在 2009 年 6 月发布的 iPhone OS 3 中，SpringBoard 添加了 Spotlight 功能来搜索信息、邮件或应用等。
2010 年 6 月发布的 iOS 4 允许为主屏幕设置背景图片（此前为黑底）、在「抖动」时拽住一个应用图标覆盖在另一个上来创建文件夹。把图标从文件夹中拖拽至外侧即可移出该文件夹；如果文件夹内没有任何图标便会自动删除。
设备被越狱后，可以通过 Cydia 添加未被苹果签名而不能上架 App Store 的第三方应用，但不能像一般应用一样删除（除非安装 CyDelete 插件），而仍需要通过 Cydia 移除。
一般来说，用户会根据使用频率或为了美观（如应用的颜色）来排列主屏幕上的图标。

## 在越狱过的设备上

### 图标显示
SpringBoard 的布局存放于属性列表文件 /var/mobile/Library/SpringBoard/IconState.plist 中。在 iPhone OS 1.1.3 之前，越狱程序会对该此打补丁来在主屏幕上显示或排列未上架 App Store 的第三方应用图标。
iPhone OS 1.1.3 及以后，SpringBoard 原生地支持重新排列图标顺序，便不再需要补丁。同时通过越狱安装的应用的文件不再存放在 iOS 原生应用目录 /var/mobile/Applications 中，而可以直接放在 /Applications。

### 自定义

#### 主题
修改配置文件可以改变 SpringBoard 的外观（称作主题或皮肤），如图标形状、状态栏的样式和其内的项目等。但由于对这些文件等修改比较繁琐，并容易修改不当产生错误甚至无法进入系统（俗称白苹果），于是催发出许多主题管理平台如 WinterBoard (iPhone OS 2 – iOS9)、SummerBoard、Anemone (iOS7 – iOS11)、SnowBoard (iOS11 – iOS12) 和 iThemer (iOS11 – iOS12) 等。 用户可以在 Cydia 等上下载为特定主题管理平台适配的包来方便地启用、停用主题，有时还可以修改该主题的一些细节。

#### 替换 SpringBoard
如果不想使用 iOS 默认的启动器，可以将其替换成如 FrontPage 等。

## 漏洞
SpringBoard 导致设备崩溃、死机或重启的漏洞通常被称为某某「炸弹」。

### 文本炸弹
文本炸弹即会导致 SpringBoard 无响应或崩溃重启的一串字符。

#### 「effective. Power」
2015 年，SpringBoard 被发现一个 bug，即会被一串特定的 Unicode 字符串导致崩溃并重启。如果有人在通过即时聊天等将这串字符发送来，收到消息时候就可能导致 iOS 设备死机，进一步甚至导致设备不再能接收短信或电话、经常失去网络连接和被重置成出厂设定。之后这个 bug 缩减到只有在弹出通知或锁屏上出现该字符串时才会复现。

该字符串看起来像：

effective. Power لُلُصّبُلُلصّبُررً ॣ ॣh ॣ ॣ 冗

为了避免该 bug 复现，已被稍作修改。这个 bug 会出现于同期的 iPhone、iPad、iPod Touch、Apple Watch 和 Mac 。
iOS 8.4 中，这个 bug 被修复。

#### 天城文字符
类似于上例，这个会导致 iOS 11 设备崩溃的字符为
జ్ఞా
该错误可能和对天城文的连字处理有关。iOS 11.3 beta 3 中，这个 bug 被修复。

#### 黑点
iOS 11.3 以及 iOS 11.4 测试版中，一个与「⚫️」黑色圆形 emoji 有关的字符串会导致崩溃。这个黑点的主要问题是包含了大量不可见的 Unicode 字符，这些字符会导致 CPU 在处理时负载过高。

### 时间炸弹

#### 1970 年
对于配有 64 位处理器的 iOS 设备，如果将系统时间设定至早于 1970 年 5 月，则无法正常开机。该问题被认为是 UNIX 时间戳置负而无法通过验证。苹果并没有解决这个问题，而是在后续版本的 iOS 中禁止将系统时间设定到早于 2000 年。

#### 12 月 2 日
iOS 11.1.2 发布后，一些用户表示他们的 iOS 设备会在 12 月 2 日凌晨 0:15 分后若接收到基于时间的通知提醒，就会持续崩溃或重启 SpringBoard。 苹果建议用户暂时不允许所有通知，并等待新版本的 iOS 发布。苹果尝试在 iOS 12.2 修复这个 bug，却使得设备又在中午 12:15 崩溃。直到 iOS 12.2 被重新发布，这个 bug 才得到解决。

## 应用程序载入
iOS 4.3.3 开始，SpringBoard 会搜索系统中 /Applications 和 /var/mobile/Applications 两个目录下的应用并显示于主屏幕。

## macOS 中的应用
Mac OS X Lion 推出了借鉴于 iOS SpringBoard 主屏幕的新功能 Launchpad。两者有很多类似的地方（例如应用的文件夹），不过 Launchpad 并不会占据整个主屏幕，而更像是一个 Space（类似于仪表板）。
开发者预览版的 Mac OS X Lion 公布时，Mac OS X 上的该功能被命名为 Launchpad，不过在 Dock 上仍显示称作 SpringBoard（在 /System/Library/CoreServices/Dock.app/Contents/Resources 中可以被找到）。